# Dasymaschalon sootepense
Dasymaschalon sootepense är en kirimojaväxtart som beskrevs av William Grant Craib. Dasymaschalon sootepense ingår i släktet Dasymaschalon, och familjen kirimojaväxter. Inga underarter finns listade i Catalogue of Life.